# Fábrica Nacional de Motores
Національна фабрика двигунів (порт. Fábrica Nacional de Motores, FNM) — з 1942 бразильський виробник двигунів, велосипедів та автомобілів. Штаб-квартира розташована в місті Дуки-ді-Кашіас. У 1968 році компанію купує фірма Alfa Romeo. У 1974 році компанія припинила виробництво автомобілів.

## Заснування компанії
У 1940-ві під час правління Жетуліо Дорнеліса Варгаса, коли в Бразилії почалася масова індустріалізація, в містечку Дукі-ді-Кашіас було вирішено побудувати завод з виробництва авіаційних моторів. Справу було доручено бригадному генералу Антоніо Жедесу Мунісу і генералу Едмундо Соаресу, які і заклали наріжний камінь у фундамент заводу в середині червня 1942 року. Крім авіаційних двигунів Curtiss-Wright для тренувальних літаків, планувалося розширити асортимент заводу і озброєнням, оскільки світ знаходився в той момент в режимі війни. Диктаторська і профашистська Бразилія була єдиною країною в Латинській Америці, яка оголосила війну нацистській Німеччині та брала участь у європейських битвах.

## Початок виробництва автомобілів

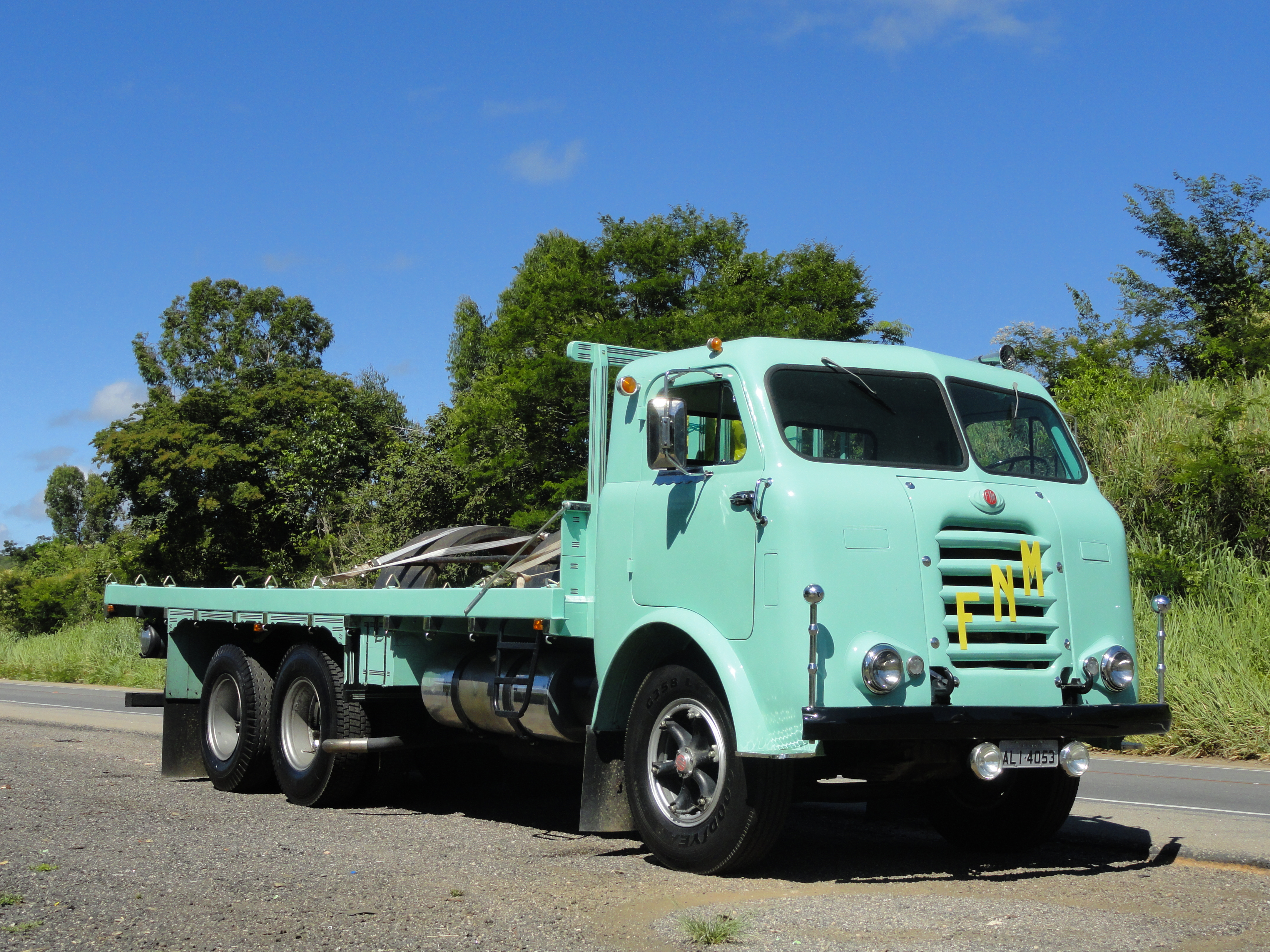
FNM 11.000D

Завод вдається пустити в дію тільки в 1946, коли гостра потреба в озброєнні і тренувальних літаках відпадає, плюс прогрес з технічної точки зору зробив величезний стрибок, і двигуни виявилися просто морально застарілими. Тому завод Fábrica Nacional de Motores (FNM), який випустив невелику партію двигунів, перемикається на мирну продукцію, а саме — холодильники, велосипеди, корки для пляшок тощо. Тривала така діяльність до січня 1949 року, коли нарешті підписується угода з італійською легендарною фірмою Isotta Fraschini про виробництво в Дуки-ді-Кашіас вантажних автомобілів за італійською ліцензією. Комплектуючі поставлялися з Італії, але двигуни будувалися в Бразилії. Це тривало недовго, в 1950 році Isotta Fraschini відчула фінансові труднощі і припинила співпрацю, бразильці в спішному порядку шукають нового компаньйона, і знаходять їх в особі тих же італійців, а саме — компанії Alfa Romeo. Але бразильці будують не легкові спортивні машини, а потужні вантажівки, які стають дуже популярними завдяки високій надійності і міцності. Крім того, фірма постачала шасі для виробників автобусів, так що ФеНеМе стає лідером бразильського ринку в секторі.

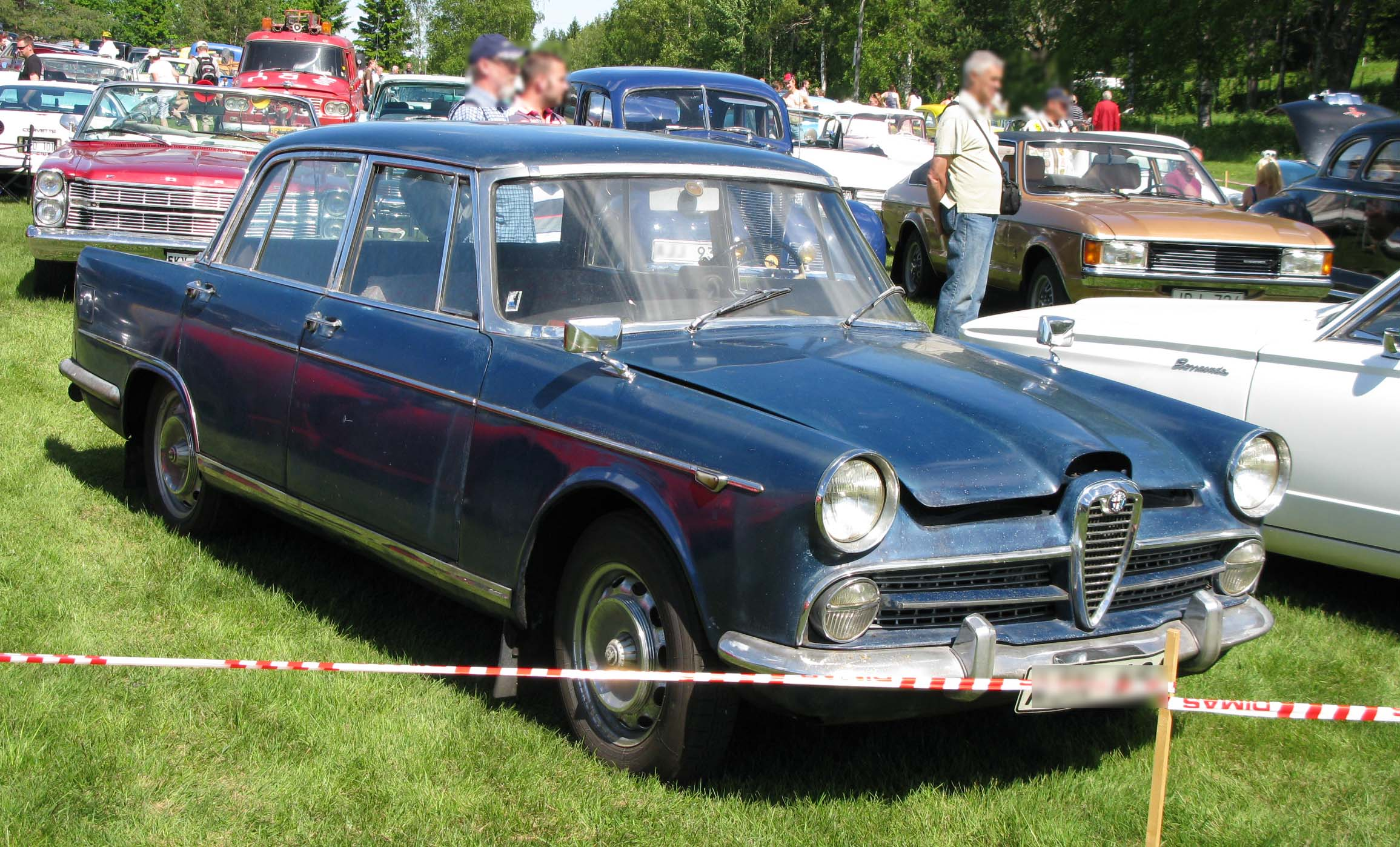
FNM JK2000

Поки FNM закріплювалося на ринку, в квітні 1957 року стартував ще один проєкт, була заснована фірма FABRAL (Fábrica Brasileira de Automóveis Alfa), тобто «Бразильська Фабрика Автомобілів Альфа», за спиною якої стояла компанія Grupo Matarazzo, а ініціатором з італійської сторони виступив Стефано Сальветті, син засновника стайні Alfa Romeo. Єдиною моделлю, яка в 1959 році повинна була почати сходити з конвеєра заводу, побудованого в місті Жакареї, була FABRAL 102В — клон Alfa Romeo 2000 (показаного на автошоу в Італії як наступника моделі 1900), буква «В» наприкінці індексу означала «Brasil». Спочатку планувалося випускати до 3000 машин на рік, поступово піднімаючи планку до 10 000 примірників, однак люди з «Групи Матараццо» засумнівались у вигоді проєкту, оскільки Бразилія була далеко не багатою країною, щоб продавати стільки седанів бізнес-класу. Проте зовсім згаснути проєкту не дав глава держави Жуселіну Кубічек, який бере все під особистий контроль, в результаті легковий автомобіль починає випускати фірма FNM, яка також була партнером міланської фірми. 21 квітня 1960 року FNM представляє публіці свій перший легковий автомобіль, який виявляється все тією ж Alfa Romeo моделі 1900, в бразильській версії машина отримала назву FNM 2000 "Duemila". Крім назви латиноамериканська версія відрізнялася від прототипу більш слабким мотором, потужністю в 95 к.с., який в оригіналі розвивав 110 к.с.. Прем'єру машини приурочили до оголошення нової столиці країни, міста Бразиліа. Через рік машина, яка не користувалася особливим попитом на своїй батьківщині, починає випускатися серійно, при цьому вона отримує назву FNM JK2000, літери JK означали ініціали президента Бразилії — Жуселіну Кубічека, а цифри після ініціалів — об'єм мотора. На той момент це була найдорожча і престижна машина, яка випускалася в найбільшій латиноамериканській країні. Складання машин здійснювалося з машинокомлектів, які поставлялися з Італії, однак до 1965 року машина вже на 82% складалася з компонентів, вироблених в Бразилії. Ще в 1962 році машина піддалася модернізації, були змінені бампери, дещо по декору, а також збільшена ширина покришок, які тепер мали розмірність 175х400, в салоні також відбулися деякі зміни, так стали використовувати більш дорогі матеріали оздоблення, встановили спортивне кермо, а також підлогове розташування важеля КПП. У 1964 році відбувається зміна керівництва заводу, яке залишає машину ініціалів колишнього президента, тепер автомобіль продавався як FNM 2000.

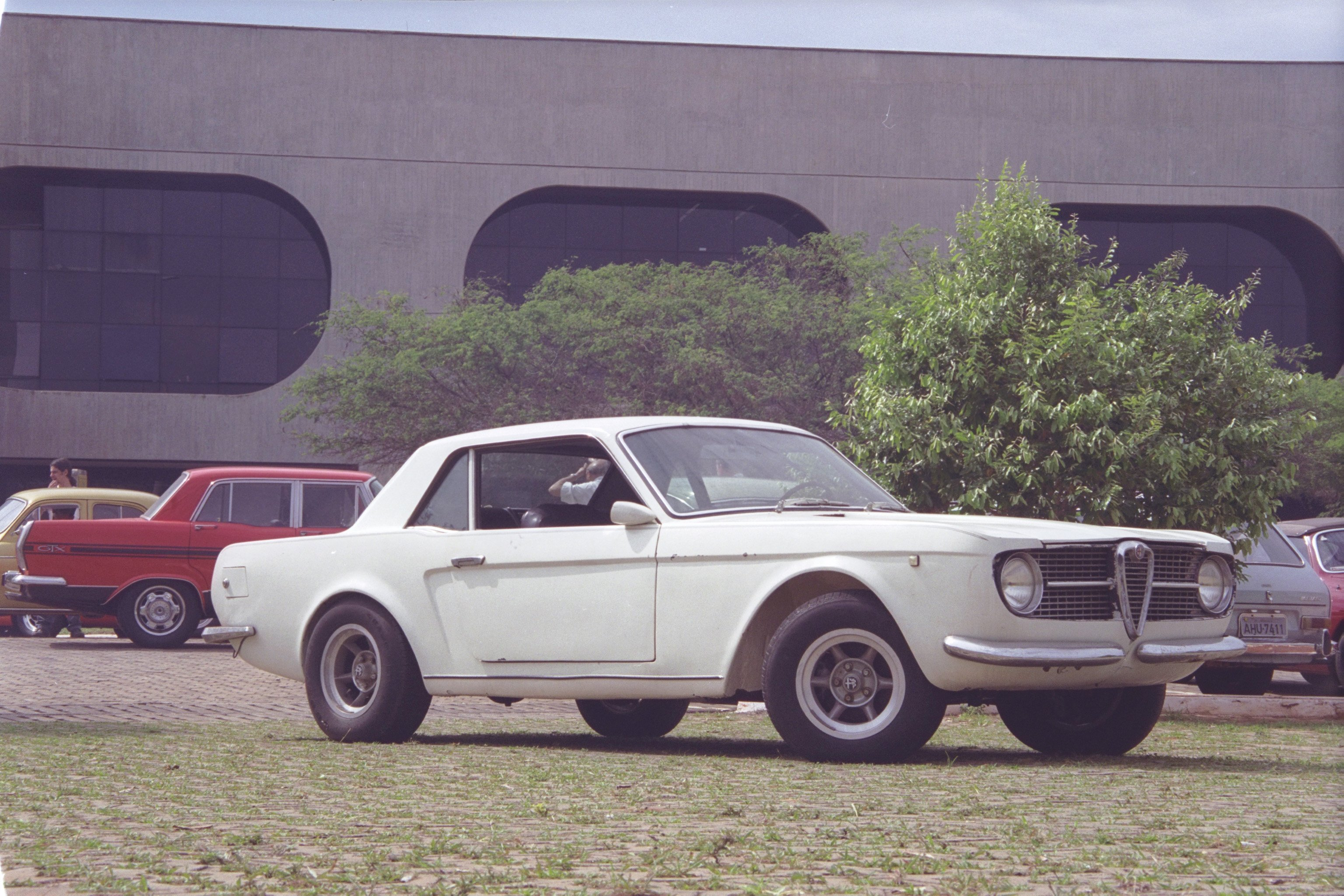
FNM Onça

У 1966 році на світ з'являється нова модель з кузовом купе — Onça, що перекладається як «Ягуар», і якщо з назвою бразильці мітили в англійського виробника (хоча ягуар це чисто бразильська тварина), то кузов був зроблений з явною оглядкою на своїх північних сусідів, а саме — за мотивами іншої «тварини» — Ford Mustang. Об'єм мотора купе залишився колишнім — 2-літровим, але потужність була піднята до 115 к.с., що дозволило розвивати спортивному автомобілю швидкість в 175 км/год, що дуже непогано, наприклад, той же «Мустанг» з 4.8 л і 225-сильним мотором розвивав 210 км/год. Автором кузова був Хенаро Мальцоні, який встиг до цього побудувати бразильський спортивний автомобіль GT Malzoni, салон нової моделі оброблявся тільки шкірою, на відміну від седана. У прототипу, який ще був показаний під маркою FABRAL, стояли електричні склопідйомники, яких не було у Alfa Romeo, але до конвеєра вони не дійшли. Склопластиковий кузов машини виготовлявся вручну в Матао, Сан-Паулу, на підприємстві Мальцоні, і встановлювався на вкорочене на 22 см шасі седана, після чого машина поверталася на завод, де на неї встановлювали технічну начинку і обробку салону, що здорожувало виробництво автомобіля і підвищувало його ціну. Всього ж було побудовано вісім бразильських «Мустангів», оскільки вже через рік її виробництво було закінчено, проте не через відсутність попиту, а через протест з боку італійських партнерів, які заборонили використовувати свою техніку в клоні «Мустанга», побоюючись позовів з боку американців.

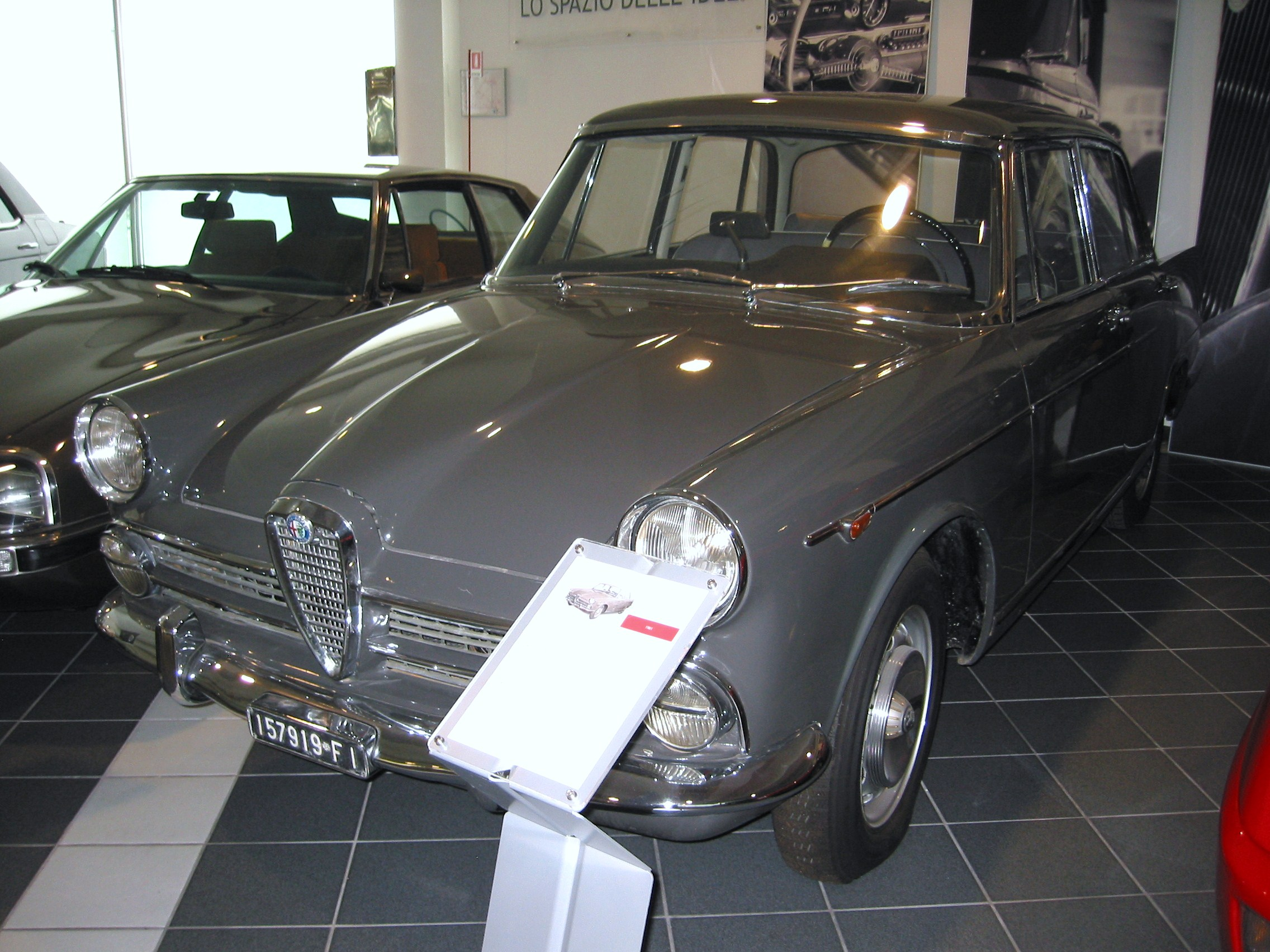
FNM 2000 TIMB

У тому ж 1966 році була представлена нова версія седана — 2000 TIMB (Turismo Internacional Modelo Brasileiro), потужність 2-літрового 2-вального двигуна з 2 карбюраторами була піднята до 115 к.с., але з аналогічним Alfa Romeo цю модель не порівняти, оскільки в Італії уже п'ять років, як випускалася нова модель. Відрізнити спортивну версію від базової було дуже легко, у новій моделі пропав горб на капоті, декор передньої частини став ширшим, а також видозмінилися бампери.

## FNM у власності компанії Alfa Romeo

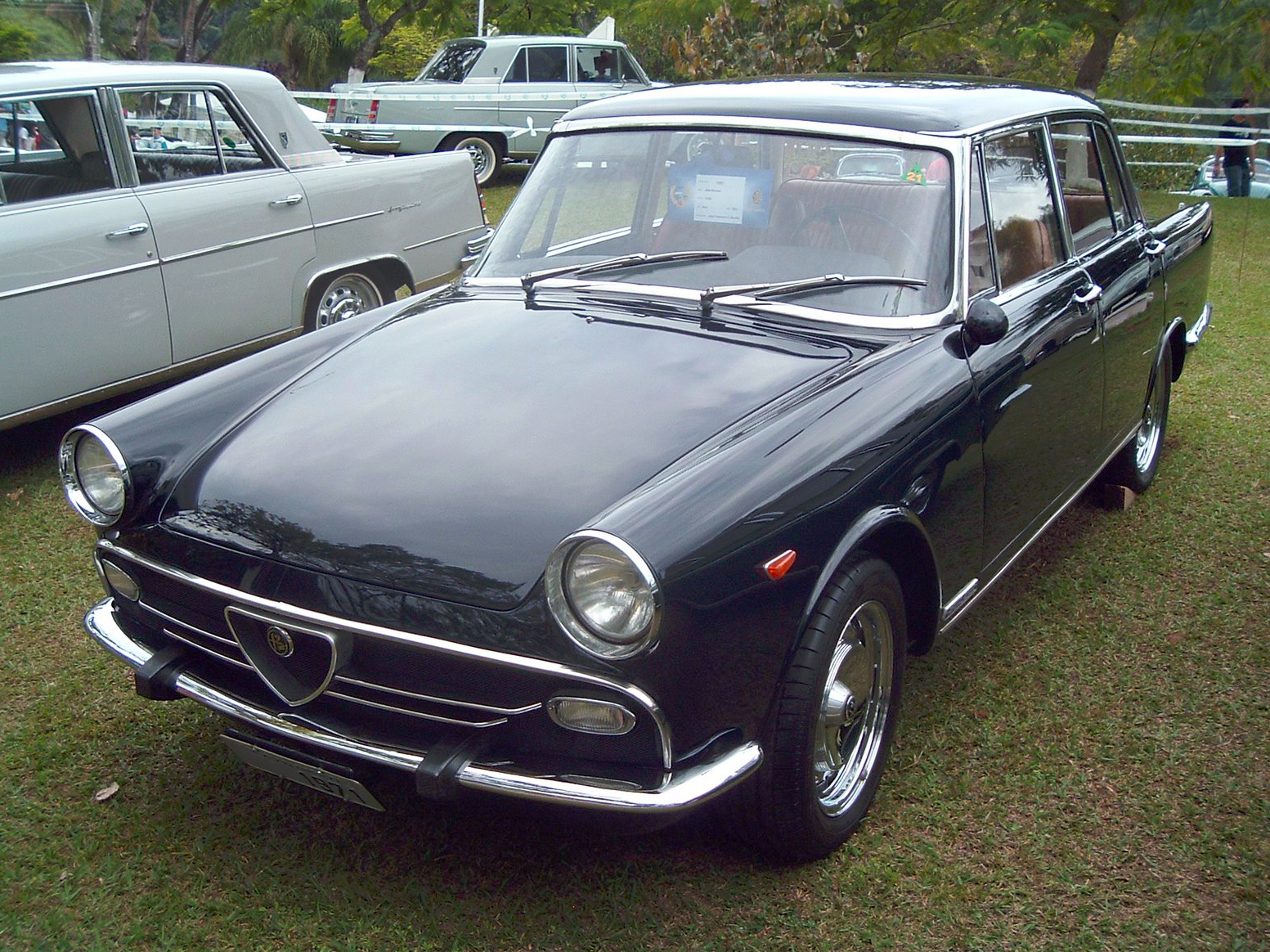
FNM 2150

У 1968 Alfa Romeo викуповує бразильське підприємство, і вже до кінця того ж року на автошоу була представлена нова модель — 2150, яка була подальшим розвитком «Типо 102 2000». Дизайн відрізнявся не сильно, в основному декором передка, а от з технічної частини змін було більше: мотор був збільшений в об'ємі до 2130 куб. см., які видавали 125 к.с., а 4-ступінчаста коробка передач поступилася місцем 5-ступінчастій, гальма отримали вакуумний підсилювач. У 1970 році машина отримує дискові гальма спереду, всередині з'являються круглі прилади замість прямокутних, а також нові сидіння.

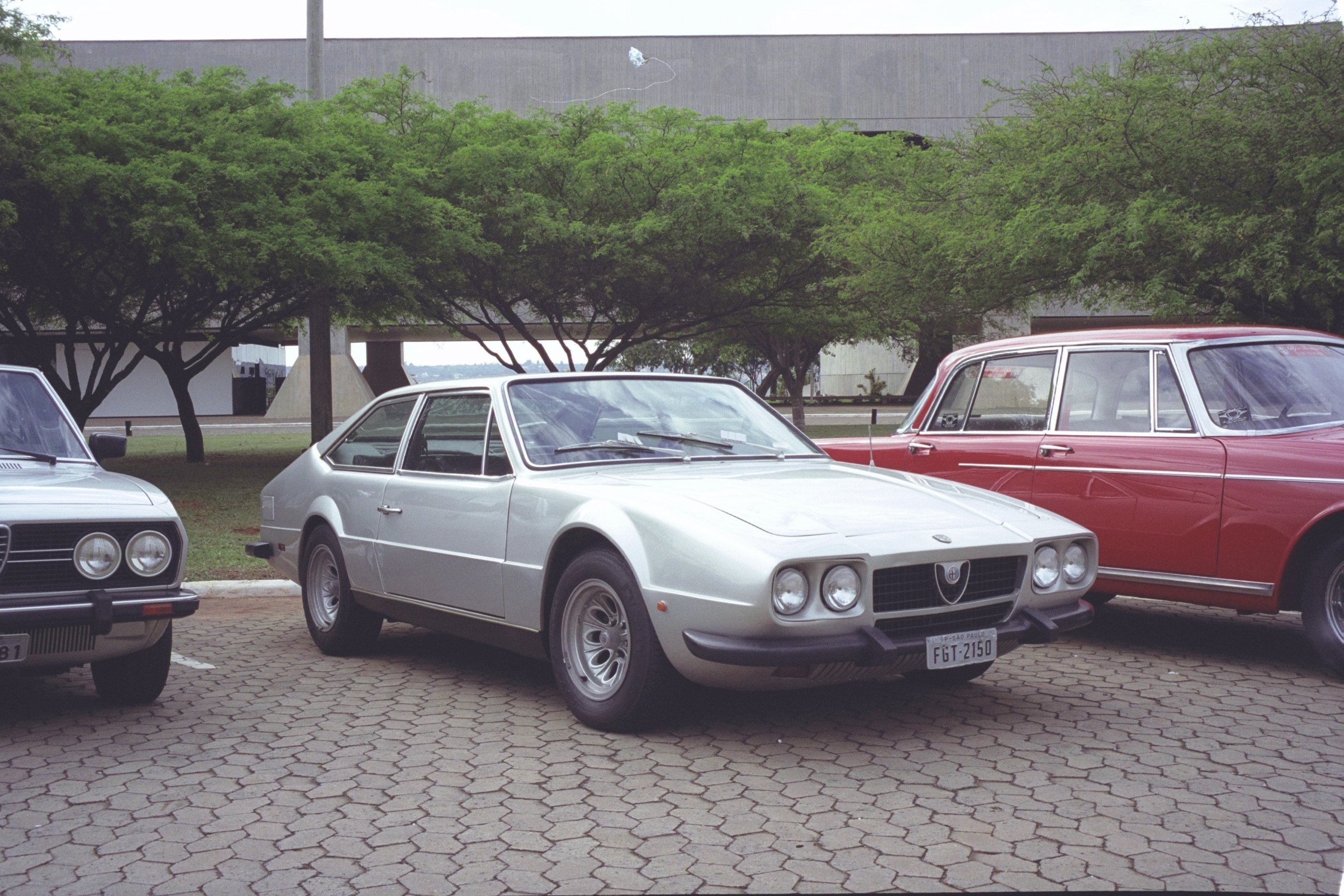
FNM Furia GT 2150

У 1971 році конструктор Тоні Біанко, власник компанії Furia Auto Esporte Ltda, взяв участь у створенні нового купе на базі седана — Furia GT 2150. Італієць Біанко, який уже майже 20 років жив у Бразилії, роком раніше побудував гоночний автомобіль, використовуючи агрегати від FNM 2150, який зайняв 5 місце в національній першості. Новинка була зроблена без явної оглядки на західні твори, в той час важко було дізнатися, що під сучасною оболонкою ховається база машини, яка ось вже як 10 років не випускалася у себе на батьківщині, однак ця машина стала більш рідкісною, ніж Onça, оскільки її виробили всього в декількох екземплярах, включаючи прототип, який активно брав участь на автошоу 1972 року, рекламуючи заводську продукцію заводу FNM.

## Припинення виробництва автомобілів

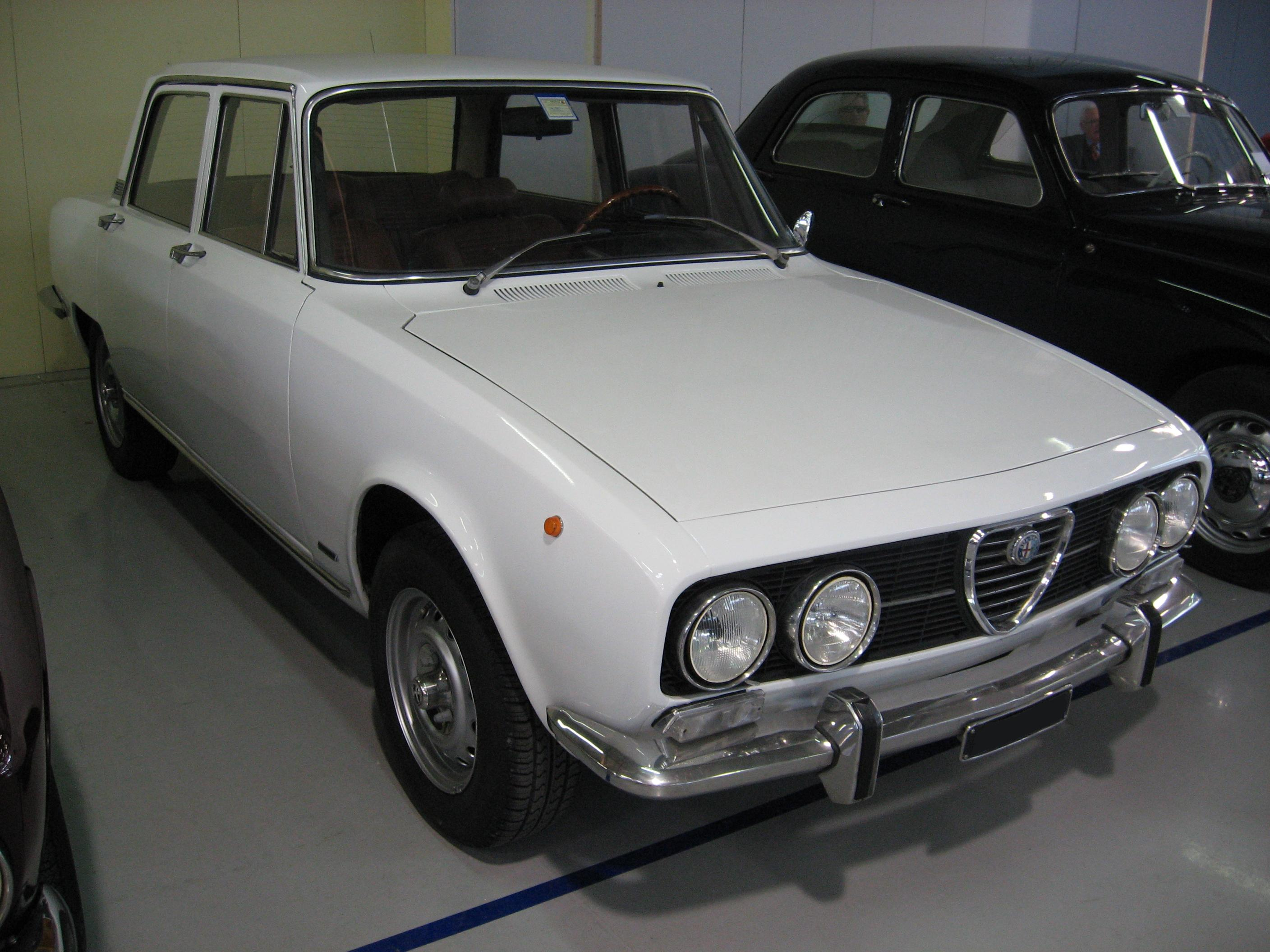
Alfa Romeo 2300 Rio

У 1973 Alfa Romeo продає свій вантажний бразильський підрозділ групі FIAT, в Європі відділення з виробництва комерційних транспортних засобів було продано ще наприкінці 60-х років. У 1974 році був випущений останній легковик марки FNM, італійська фірма вирішила випускати нову модель 2300 під власним брендом, тобто під назвою Alfa Romeo 2300. Зовні новинка була схожа на європейську Alfetta, але технічно це була Alfa Romeo 1900. Дехто вважав, що на шасі 2150 встановили кузов «Альфетти», але на ділі кузов моделі 2300 був на цілих 41 см довшим і на 7 см ширшим прообразу. Мотор був в черговий раз розточений, цього разу до 2300 см3, при цьому камера згоряння була зроблена напівсферичною, а потужність дорівнювала 140 к.с., гальма всіх коліс були дисковими, тим самим ця машина на довгий час стала єдиною в Бразилії в цій сфері, американські автомобілі, що випускалися в Бразилії, довгий час мали барабани на задній осі. Новий седан від FNM розвивав швидкість в 170 км/год, а першу сотню розмінював за 11.7 секунди.

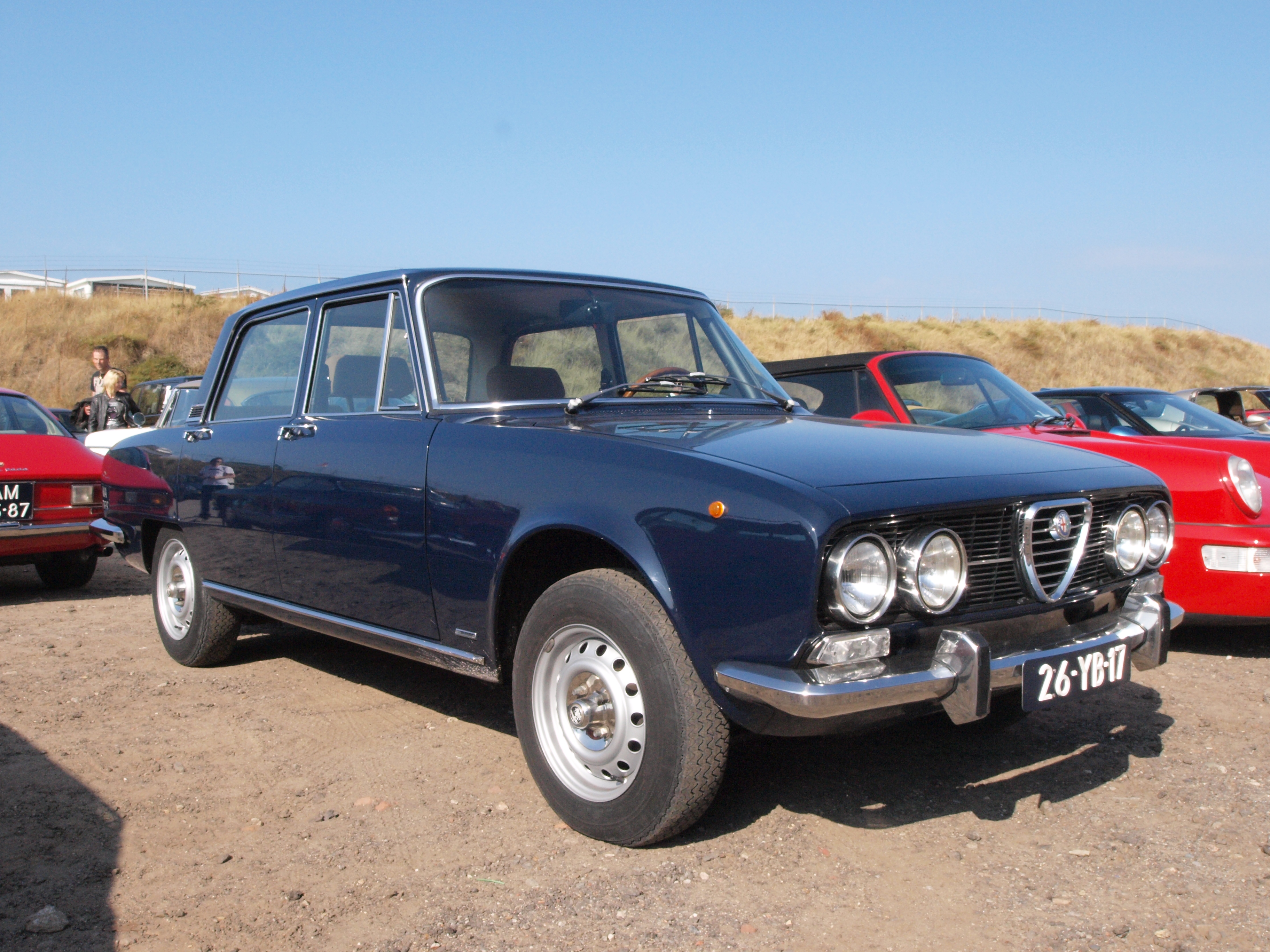
Alfa Romeo 2300 Ti4

У 1978 році з'являється версія 2300Ti з двома двокамерними карбюраторами, потужність піднялася всього на 9 к.с., а ось максимальна швидкість виросла до 195 км/год, а розгін до 100 тепер займав 10,8 секунди. Зовні машину можна було відрізнити за молдингами, які проходили по низу кузова, і литими дисками, в салоні ж пасажирів зустрічала обробка зі шкіри і червоного дерева, також стандартно машина оснащувалася стереомагнітофоном, додатковими приладами, шторами, лампами для читання і т. д., а кондиціонер і електричні склопідйомники були базовим оснащенням навіть на більш дешевій 140-сильній версії. У 1980 році серійна машина отримує чорні бампери і декор вікон замість хромованого, в Бразилії з'являється версія 2300 В, мотор якої розвивав 145 к.с., але працювала машина на технічному спирті. Ця країна була одним з лідерів по виробництву автомобілів, що працювали на цьому виді палива, тоді ж як стандартне оснащення з'являється гідропідсилювач рульового управління.
У 1981 за ініціативою німецького дилера закуповується 10 000 автомобілів з форсованим до 163 к.с. мотором для продажу на європейському ринку, потужність підняли за рахунок ступеня стиснення, оскільки мотор пристосували під високооктановий бензин, якого в Бразилії не було. Під назвою Alfa Romeo 2300 Rio машину планували продавати в Швейцарії і Німеччині, проте через бюрократичні затримки машини стояли майже 4 роки просто неба в порту, а поки дилери за допомогою менеджменту фірми «Альфа Ромео» знаходять лазівку і переправляють 600 автомобілів з Німеччини в Голландію. Довга стоянка позначається на корозійній стійкості, і коли нарешті машини поступають в продаж до Німеччини, попиту на них вже не було, хоча реставратори, які працювали над відновленням автомобілів серії 1900-2000, досить охоче брали «новинку», але як донора, адже основні вузли не сильно відрізнялися від машини, яка побачила світ у 1950 році. Не менш сумна доля спіткала і «голландські» автомобілі, брали їх неохоче, не дивлячись на те, що машину продавали в три рази дешевше її реальної ціни, плюс якість латиноамериканської продукції була поганою, а дилер давав 2-річну або 100 000 гарантію на машину, а оскільки запчастини брати було нізвідки, то і розбирали на запчастини нерозпродані машини. Тому сьогодні ця машина в Європі колекційна рідкість, хоча всього з конвеєра за всі роки зійшло 29947 автомобілів.

## Закриття компанії
У 1985 бразильська машина отримує нову версію — 2300 Тi4 Alcool, потужність мотора підняли до 149 к.с., але максимальна швидкість залишилася на колишньому рівні, а до кінця року машину перейменовують в модель Alfa 85. Кузов і салон проходять ряд омолодження, так з'являється новий декор панелей кузова, бампери тепер були із пластику, змінилася решітка радіатора, в салоні з'явилися вставки під полірований алюміній. Але життя перейменованої моделі було швидкоплинне, вже в листопаді 1986 року машина була знята з виробництва, пов'язано це було з продажем концерном Finmeccanica SpA фірми Alfa Romeo групі FIAT. У 1988 році легкове відділення бразильської філії було передано групі IVECO, після чого про фірму довелося забути, оскільки з конвеєра стали сходити комерційні автомобілі Fiat Ducato та IVECO Daily.

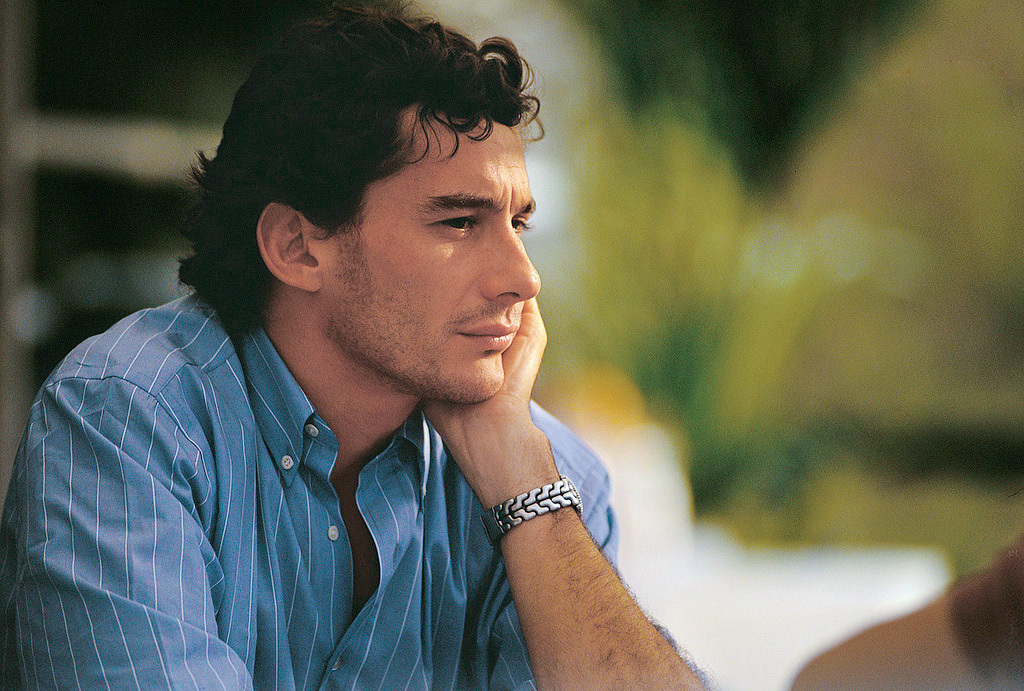
Айртон Сенна

З цією ж маркою було пов'язане дитинство і молодість відомого бразильця Айртона Сенни, він вчився їздити на FNM, а також першим особистим транспортним засобом був автомобіль цієї марки.

## Список легкових автомобілів FNM
- 1961 — FNM JK2000
- 1964 — FNM 2000
- 1966 — FNM Onça
  - FNM 2000 TIMB
- 1968 — FNM 2150
- 1971 — FNM Furia GT 2150